# Eliška Bartek

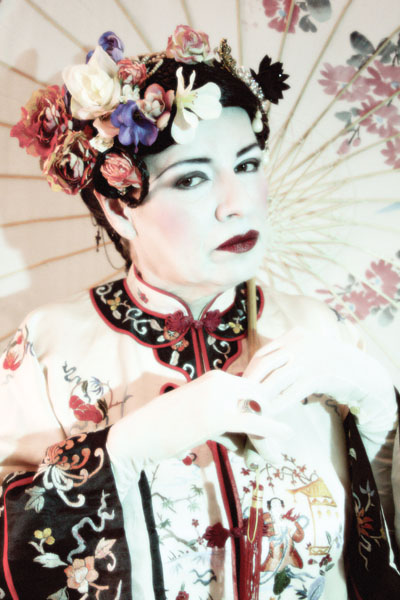
Eliška Bartek jako Číňanka

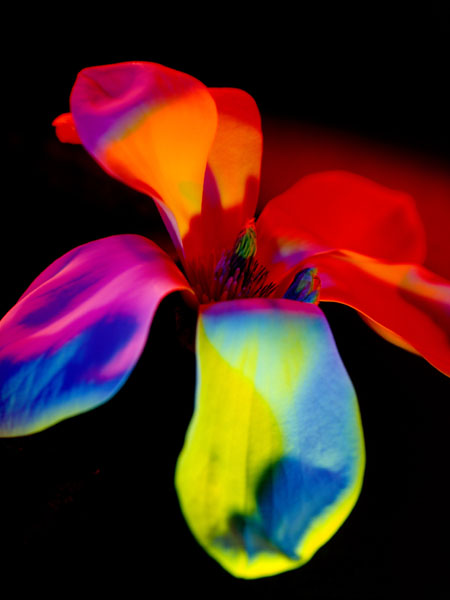
Květina, luminografie

Eliška Bartek (8. listopadu 1950 Nový Jičín) je švýcarská malířka a fotografka s českými kořeny. Zabývá se luminografií, fotogramy a cliché verre.

## Život a dílo
Narodila se v Novém Jičíně jako dcera Františka Bartka a Anny Klasové. Bydleli v Kopřivnici, kde její otec budoval fabriku Tatra a jako její výrobní náměstek se zasloužil o její růst. Eliška byla se svou matkou a mladší sestrou doma. V podstatě je vděčná své matce, že se stala umělkyní, jelikož matka se svými dětmi ve volných chvílích zpívala, malovala nebo dělali různé objekty z plastelíny.
Do školy začala chodit v Kopřivnici. Její otec byl pozván do Prahy, kde pracoval jako technický ředitel československých automobilových závodů. Celá rodina se odstěhovala do Prahy, kde Eliška chodila na střední školu na Budějovické, kterou absolvovala s maturitou. Chtěla se stát herečkou, jelikož vždy hrávala ve školním divadle. Zkoušela složit přijímací zkoušky na DAMU, ale nebyla přijata.
Ve svých 17 letech se pokusila o sebevraždu. Lékaři jí vypumpovali žaludek a léčila se v Bohnicích. Tam byl její první ateliér. Umělec, který tento ateliér vedl, říkal o Elišce, že je velmi nadaná a měla by se stát umělkyní. Potom krátký čas pracovala ve Svazarmu.
V roce 1972 ve svých 21 letech utekla v přestavěném autě do Německa, kde dostala politický azyl. Byla úplně bez ničeho, bez peněz, bez šatů. Šaty neměla, protože je musela vyhodit, aby nevzbudila pozornost celníků na státní hranici.
Aby vůbec měla v Německu zaměstnání, vystudovala zdravotní sestru. Pracovala jako zdravotní sestra v laboratoři. Za to, co vydělala, si platila hodiny malování. Pak pracovala ve Švýcarsku, kde si také platila hodiny umění.
Fritz Deutsch učil malbu na škole. Ten viděl její talent a dával jí hodiny zdarma. Také učitel Mitacek, který učil na umělecké škole v Curychu a byl restaurátor, jí dával 3 roky hodiny. Otevřela si ateliér na restaurování malovaných skříní. Jeden Čech měl stolařství a restauroval staré skříně a ona je zcela nově přemalovávala nebo originální malbu restaurovala.
Až teprve třetí manžel Dieter Fehlbaum podporoval její malířství a ona se mohla věnovat umění. Učila se zlatnické řemeslo a navštěvovala kurzy školy formy a barvy. Ale ani toto manželství nevydrželo. Odstěhovala se z Curychu do Lucernu. V Lucernu pak zůstala sama, 3 roky budovala galerii, a vedle galerie pracovala jako umělkyně. Po třech letech se galerie vzdala, jelikož viděla, že jí nezbývá moc času na malbu.
Našla si starou selskou chalupu, kde pracovala 25 let. Vzniklo mnoho maleb. Prodávala je do bank a do privátních sbírek. Vystavovala v domech umění, v galeriích a dobře prodávala. Ale bylo jí to málo. Dostala stipendium ve Vídni, kde žila 3 roky. Navštěvovala na vysoké škole umělecký fotografický kurs. Nicméně se ještě tolik o fotografii nezajímala, jelikož měla hodně výstav s malbou.
Z Vídně se přestěhovala do Berlína - Weddingu, která v té době byla jedna z nejhorších částí Berlína. Její ateliér byl 300 metrů čtverečních veliký. Fotografovala světlo na zdech, stíny, fotografovala z okna dole malinkou zahrádku, fotografovala střechy a Slunce a velmi se jí stýskalo po Švýcarsku. Když si na hrubší část Berlína zvykla, začala fotografovat architekturu – staveniště, stavby atd.
Poznala Němce Johannese Kretschmara, což byl kameraman, který vlastnil celou řadu různých barevných filtrů. Jednou jí dala kamarádka krásnou kytici. Říkala si, že je škoda, květiny zvadnou a nezůstane nic. Tak šla do ateliéru a začala květiny fotografovat. Pak si začala hrát s barevnými filtry a osvětlovala různé bílé květiny, dávala je před světlo a pomalovávala květiny světlem.
V Tessinu, kde také bydlí, rostou magnolie. Chodila do botanické zahrady a mohla si vybrat magnolie, které chtěla a fotografovala je. Magnólie jsou součástí celé řady výstav a jsou uvedeny v různých knihách.
Po rozchodu s kameramanem odjela do Číny, kde získala stipendium od bohatého a známého čínského malíře Mistra Donga. V místě malovala a žila jeden rok.
Poté se vrátila zpátky do Berlína a poznala galeristu Gunthera Dietricha. Ten když viděl její umění a její fotografie, zeptal se jí, proč nedělá cliché verre a fotogramy, protože v těch by mohla spojit malování s fotografií. A od té doby autorka s těmito technikami pracuje.

## Galerie

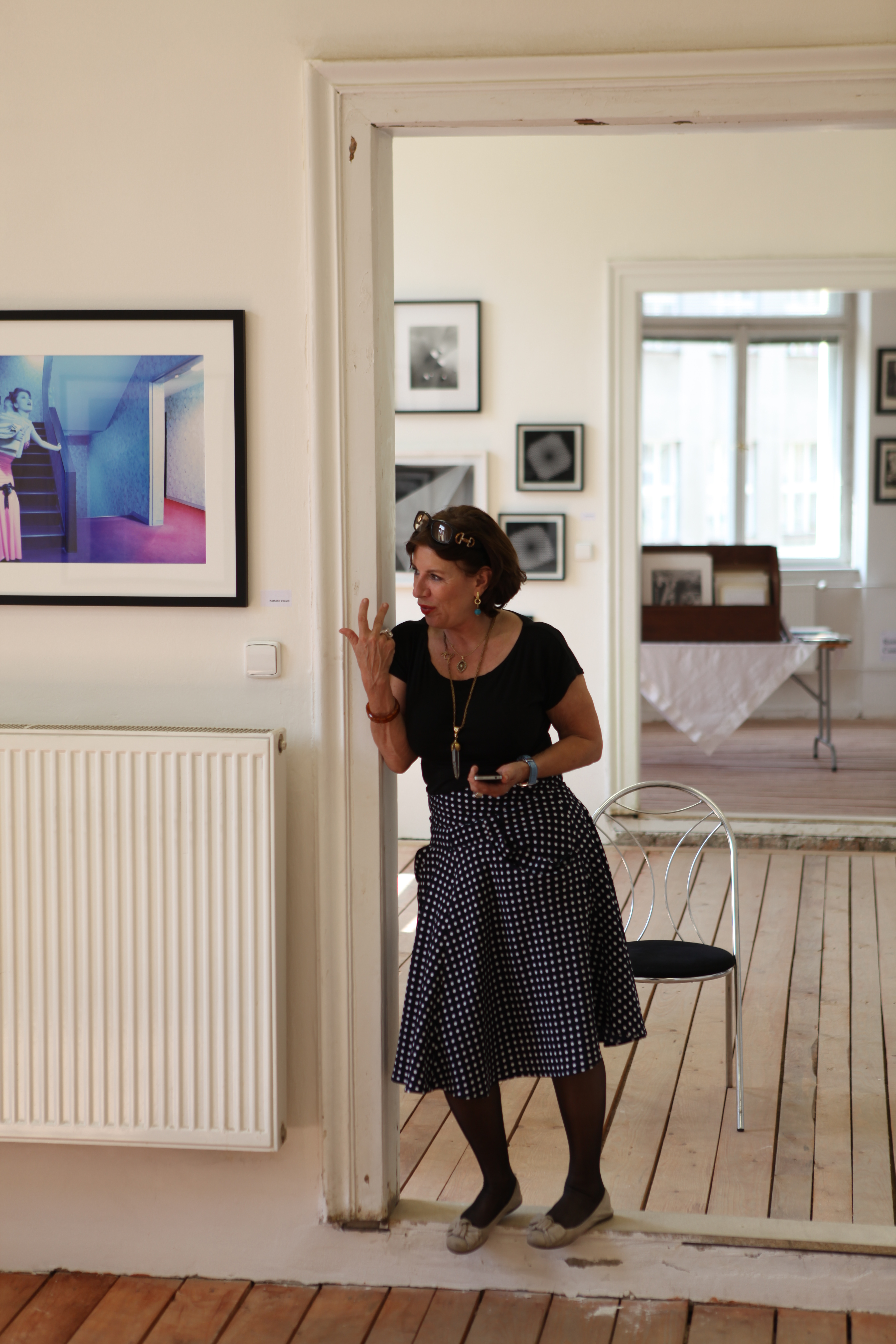
Eliška Bartek na festivalu Prague Photo, 2013
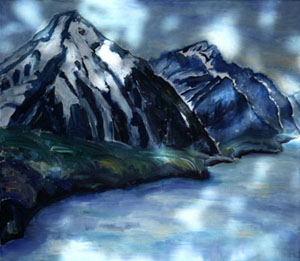
Hodler
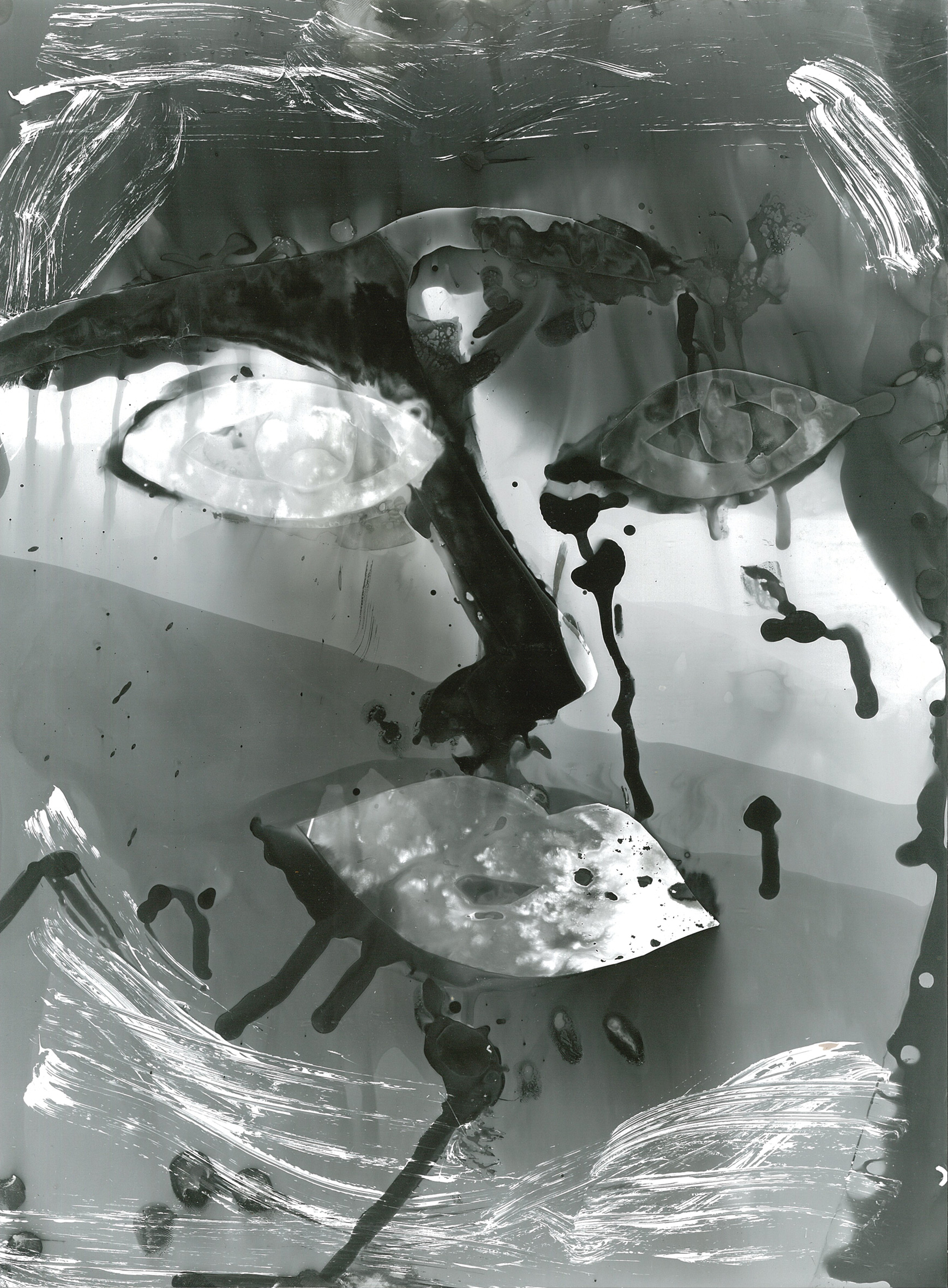
Matka